# Elezioni presidenziali in Irlanda del 1973
Le elezioni presidenziali in Irlanda del 1973 si tennero il 30 maggio.

## Pre-elezioni

### Scelta dei candidati
Alle elezioni del 1973 il Fine Gael presentò come candidato il super-favorito Tom O'Higgins, il quale sette anni prima aveva perso Áras an Uachtaráin per appena l'1% (10 000 voti circa) contro il Presidente uscente Éamon de Valera (arrivato al secondo mandato e dunque non ricandidabile). Uno degli slogan scelti per la campagna elettorale fu: «Vota per un uomo a contatto con il popolo».
Il Fianna Fáil invece, su proposta dello stesso de Valera, scelse l'allora Tánaiste Erskine H. Childers. Inizialmente si pensò all'ex-ministro degli affari esteri Frank Aiken, che però rifiutò; in seguito a ciò, il Presidente uscente mise pressione al Taoiseach e leader del partito Jack Lynch per nominare il suo vice come candidato Uachtarán. La mossa sembrava azzardata e venne accolta con notevole scetticismo anche nello stesso Fianna Fáil, in quanto Childers sarebbe stato il secondo Presidente di seguito non nato in Irlanda (de Valera era infatti nato a New York) e, soprattutto, per il suo essere protestante. Lo slogan scelto fu: «Un Presidente per tutta la Nazione».

### Campagna elettorale
Tuttavia, in fase di campagna elettorale, i pronostici vennero ribaltati. O'Higgins, sicuro della vittoria, scelse di non partecipare ai dibattiti televisivi per concentrarsi su incontri diretti con l'elettorato, lasciando Childers da solo a parlare del suo programma, senza opposizione, davanti agli schermi di tutta la nazione. Al contrario, l'ormai ex-Tánaiste (nel frattempo sostituito nel ruolo da Brendan Corish), conscio dei limiti della sua candidatura, tenne una lunga serie di interviste e conferenze; inoltre, sfruttando la sua carriera da ministro della salute, dei trasporti e dei territori, riuscì ad attirare a sé il voto dei ceti popolari (che costituivano la maggioranza della popolazione).
Si arrivò così al 30 di maggio, giorno dell'elezione, con O'Higgins probabile, ma non più sicuro, vincitore.

## Esito
Il 30 maggio Erskine H. Childers vinse le elezioni con il 52% di voti, contro il 48% di O'Higgins, divenendo così il quarto Presidente della Repubblica d'Irlanda. Childers giurò e si insediò il 25 giugno.

## Risultati
| Candidati          | Partiti     | Voti      | %     |
| ------------------ | ----------- | --------- | ----- |
| Erskine H Childers | Fianna Fáil | 635 867   | 51,97 |
| Tom O'Higgins      | Fine Gael   | 587 771   | 48,03 |
| Totale             | Totale      | 1 223 638 | 100   |